# Lillesand
Lillesand város és község (norvégul: kommune) Norvégia déli Sørlandet földrajzi régiójában, Aust-Agder megyében, a Skagerrak tengerszoros partján.
Lillesand a község székhelye. A községhez tartozik többek közt a sziklaszigetecskékre épült falu Brekkestø.

## Földrajz
Lillesand község területe 190 km², népessége 9238 fő (2008. január 1-jén).
Északi szomszédja Birkenes község, a tengerparton keleti irányban Grimstad, nyugatra Krisztiansand községek.

## Történelem
Óészaki neve egyszerűen Sandr volt, amelynek jelentése „homokos part”. A „kicsi” jelentésű Lille előtagot 1641-ben kapta, amikor megalapították Kristiansandot, hogy megkülönböztessék a közelében lévő nagyobb várostól.
A község 1838-ban jött létre (lásd formannskapsdistrikt). 1962-ben beleolvasztották Høvåg és Vestre Moland községeket.
Címerét a község 1987-ben kapta. horgonyokat ábrázol. (Lásd még Narvik és Nøtterøy címerét.)

## Testvérvárosok
- Kalundborg, Dánia
- Nynäshamn, Svédország
- Kimito, Finnország
- Eyrabakki, Izland

## Külső hivatkozások
- Lillesand község honlapja (norvégül)
- Lillesand.com (Tourist information)
- Chart of Lillesand
- The Sailors of Lillesand